# Feliks Paweł Jarocki

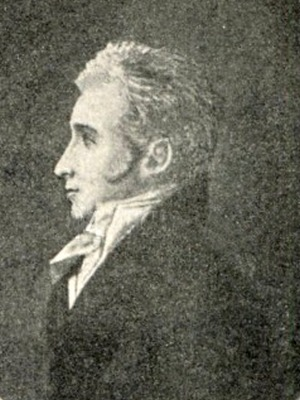
Feliks Jarocki

Feliks Paweł Jarocki (Pacanów, 14 gennaio 1790 – Varsavia, 25 marzo 1865) è stato uno zoologo ed entomologo polacco.

## Vita

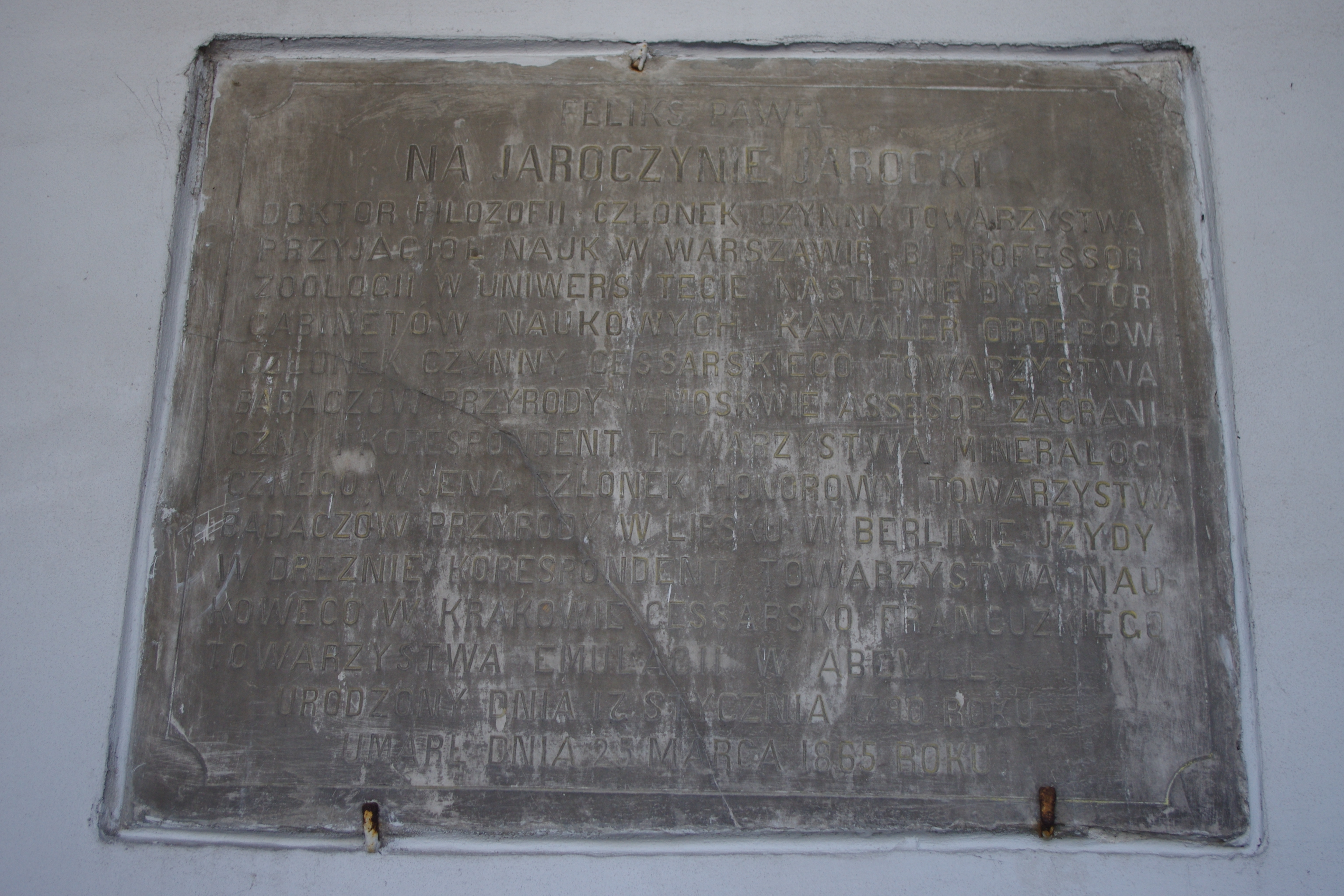
Lapide di Feliks Jarocki a Varsavia

Jarocki era un laureato in Arti Liberali e Filosofia. Organizzò e diresse il Gabinetto Zoologico dell'Università Reale di Varsavia dal 1819 al 1862. Di esso faceva parte la collezione del barone Sylwiusz Minckwitz, composta da più di 20.000 esemplari. Jarocki accrebbe questa collezione con esemplari raccolti nelle sue spedizioni scientifiche in Polonia orientale ed Ucraina. Acquistò inoltre molti testi zoologici importanti per la biblioteca dell'istituto. Quando si ritirò, la collezione zoologica comprendeva 65.690 esemplari e la biblioteca 2000 volumi. Il suo posto di curatore venne preso da Władysław Taczanowski.
Jarocki fu l'autore di Zoologia czyli zwierzętopismo ogólne podług naynowszego systemu ułożone (1821).
Nel settembre 1828 accompagnò a Berlino il diciottenne Chopin.